# Gerrit Blaauw (wetenschapper)

Gerrit Blaauw (1950)

Gerrit Anne (Gerry) Blaauw (Den Haag, 17 juli 1924 – Utrecht, 21 maart 2018) was een Nederlandse informaticus en computerpionier. Hij verwierf faam door zijn baanbrekende werk op het gebied van computerarchitectuur. 
Tijdens zijn studie elektrotechniek aan de TU Delft weigerde Blaauw in de oorlog de loyaliteitsverklaring te tekenen. Hij dook onder en begon met een vriend een verzetskrantje.
Na de oorlog studeerde Blaauw elektrotechniek aan de Harvard-universiteit te Cambridge in de Verenigde Staten en behaalde in 1949 zijn ingenieursdiploma (M.Sc.). Hij promoveerde in 1952 aan dezelfde universiteit bij Howard Aiken, uitvinder van de Mark I-computer.
Van 1952 tot 1955 werkte Blaauw onder leiding van Aad van Wijngaarden bij het Mathematisch Centrum in Amsterdam, waar hij bijdroeg aan het ontwerp van de ARRA II, alleen in naam de opvolger van de ARRA I, een van de eerste in Nederland gebouwde computers. Hij was ook betrokken bij het ontwerp van de FERTA-computer, die van de ARRA II was afgeleid, speciaal gemaakt voor Fokker. 
Van 1955 tot 1965 was Blaauw medeontwerper van de architectuur van de IBM Systeem/360 mainframecomputer. Het model 67 was van zijn hand en hij was de bedenker van het concept timesharing, waarbij de computer schijnbaar gelijktijdig taken voor verschillende gebruikers verricht. Van hem stamt ook het begrip architectuur en het concept virtueel geheugen.
Van 1965 tot zijn emeritaat in 1989 was Blaauw hoogleraar digitale technieken aan de Universiteit Twente. In 1982 werd hij benoemd tot lid van de KNAW, en hij was buitenlands lid van de National Academy of Engineering.
Gerrit Blaauw was vasthoudend, maar ook bescheiden en kalm.

## Wetenswaardigheden
- Gerrit Blaauw ontving in 1994 van de Institute of Electrical and Electronics Engineers de Computer Pioneer Award.[4]
- Blaauw was een diep gelovig man.
- De wet van Blaauw luidt: Established technology tends to persist in the face of new technology.
- In Amerika noemde men hem Gerry.
- Dankzij Blaauw werd in de discussie 6 bits of 8 bits in een byte gekozen voor het laatste.
- De Blaauw Box, opgenomen in de IBM System/360-67, was het eerste praktisch bruikbare pagingsysteem.